# ExRotaprint

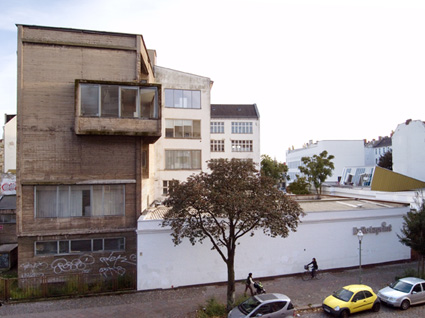
Blick über das ExRotaprint Gelände von der Gottschedstraße aus

ExRotaprint ist das 10.000 m² große ehemalige Produktionsgelände des Druckmaschinenherstellers Rotaprint in Berlin-Gesundbrunnen. Seit 2007 entwickelt, vermietet und saniert die von Mietern gegründete, gemeinnützige GmbH ExRotaprint den Gewerbestandort für eine heterogene Nutzung aus Gewerbebetrieben, Kulturschaffenden und sozialen Einrichtungen. Mittels eines 99-jährigen Erbbaurechts besitzt die ExRotaprint gGmbH die denkmalgeschützten Gebäude, der Boden ist Eigentum der Stiftung trias und der Stiftung Edith Maryon.
Mit der Kombination aus Gemeinnützigkeit und Erbbaurecht hat ExRotaprint ein Eigentumsmodell umgesetzt, das die Spekulation mit dem Gelände ausschließt und die Nutzung an definierte Ziele bindet. ExRotaprint wird in der Berliner Liegenschaftspolitik als Modell wahrgenommen, das von Nutzern vor Ort entwickelt eine sozial integrative, langfristig stabile und finanziell tragfähige Perspektive schafft.

## Ausgangslage
Nach dem Konkurs der Firma Rotaprint im Jahr 1989 gab es für das ehemalige Produktionsgelände 18 Jahre lang keine Perspektive. Aufgrund von Bürgschaften, die der Senat von Berlin noch in den 1980er Jahren dem strauchelnden Druckmaschinenhersteller gewährt hatte, fiel nach dessen Konkurs das gesamte Gelände in das Vermögen der Stadt und wurde vom Bezirk verwaltet. 1991 wurde der große Betriebshof Gottschedstraße 4 / Bornemannstraße 9–10 und das separat liegende Gebäude Wiesenstraße 29 unter strengen Denkmalschutz gestellt. Die Produktionshallen im Blockinneren wurden 1992 abgerissen.
Der Bezirk vermietete die Gebäude an Zwischennutzer. Im Jahr 2002 wurde das Gelände in das Vermögen des Liegenschaftsfonds Berlin übertragen mit dem Ziel, höchstbietend zu verkaufen. Der Liegenschaftsfonds Berlin teilte das Gelände in drei Teilgrundstücke: das Gelände Gottschedstraße 4 / Bornemannstraße 9–10 (seit 2007 ExRotaprint), das Haus Wiesenstraße 29 (seit 2009 Wiesenstraße 29 eG) und das Brachgelände als Bauland (dessen größter Teil 2004 an den Discounter Lidl verkauft wurde).

## Entstehungsgeschichte
2004 erarbeiteten die bildenden Künstler Daniela Brahm und Les Schliesser ein Konzept zur Übernahme des Geländes durch die Mieter vor Ort. Ziel war eine Entwicklung des Standorts für eine heterogene Nutzung aus Arbeit, Kunst, Sozialem. Die Künstler gründeten zusammen mit anderen Mietern auf dem Gelände zunächst den Verein ExRotaprint, um die Interessen der Mieter zu bündeln und in Kaufverhandlungen mit dem Liegenschaftsfonds Berlin zu treten. Nach drei Jahren schwieriger Verhandlungen und Auseinandersetzungen mit dem Berliner Senat und dem Liegenschaftsfonds – aber mit Unterstützung durch Presse und einzelne Politiker – setzte sich die Nutzerinitiative ExRotaprint schließlich durch. 2007 konnte das Gelände erworben werden. Für die Übernahme des Geländes wurde aus dem Verein heraus die ExRotaprint gGmbH gegründet.

## Eigentumsmodell
Die rechtliche Struktur von ExRotaprint bilden zwei Verträge, die sich gegenseitig ergänzen. Die Verträge sichern langfristig die Gemeinnützigkeit der Projektentwicklung und das Nutzungskonzept ab und schließen Immobilienspekulation an diesem Standort aus.
Der 99-jährige Erbbaurechtsvertrag mit der Stiftung trias und der  Stiftung Edith Maryon wurde am 3. September 2007 unterzeichnet. ExRotaprint hat sich gegen den Kauf des Geländes mit einem Bankkredit und für das Erbbaurecht mit den Stiftungen entschieden, um den Weiterverkauf des Geländes unmöglich zu machen. Beide Stiftungen arbeiten an einem neuen Umgang mit Grund und Boden und sind daher ideale Partner für eine Projektentwicklung, die nicht profitorientiert ist. Über das Erbbaurecht ist die ExRotaprint gGmbH in einer eigentumsgleichen Position und verantwortet die Entwicklung und Finanzierung des Projektes in allen Aspekten. Einzig der Verkauf des Grundstücks ist ausgeschlossen. Das Instrument des Erbbaurechts trennt Boden und Gebäude, der Boden bleibt Eigentum der Stiftungen, die Gebäude sind in Besitz der ExRotaprint gGmbH.
Der gemeinnützige Gesellschaftervertrag der ExRotaprint gGmbH wurde am 17. Juli 2007 geschlossen. Von Mietern gegründet hat sich die ExRotaprint gGmbH dem Erhalt des eingetragenen Baudenkmals, dem Denkmalschutz und der Förderung von Kunst und Kultur verpflichtet und ist als gemeinnützig anerkannt. Der Überschuss aus der Vermietung muss in die gemeinnützigen Ziele investiert werden. Die Gesellschafter der ExRotaprint gGmbH profitieren nicht von den Einnahmen des Geländes. Mit der Gemeinnützigkeit wird der Abfluss von Kapital verhindert und dessen Verwendung für die inhaltlichen Ziele der Projektentwicklung gesichert.

## Nutzungskonzept
„Arbeit, Kunst und Soziales“ sind die Vermietungsschwerpunkte von ExRotaprint. An jede der benannten Nutzungen wird ein Drittel der Fläche vermietet. Auf dem Gelände arbeiten Gewerbebetriebe aus Produktion und Handwerk, es gibt soziale Träger und Bildungseinrichtungen ebenso wie Studios von Künstlern, Musikern und Kreativunternehmen. Das Gelände ist offen für alle gesellschaftlichen Gruppen. Es entsteht ein heterogenes Bild, das Austausch und Kooperation zwischen den Mietern fördert, Verdrängungsmechanismen entgegenwirkt und ein „Beispiel für eine engagierte, zivilgesellschaftliche Stadtentwicklung“ ist. ExRotaprint verwendet hierfür auch den Begriff der „sozialen Plastik“.

## Projektentwicklung
Zum 1. Oktober 2007 hat die ExRotaprint gGmbH das Gelände übernommen. Die ökonomische Basis der Projektentwicklung sind die Mieteinnahmen. Mit den Mieten wird der laufende Betrieb, der jährliche Erbbaurechtszins an die Stiftungen sowie Zins und Tilgung (Geldverkehr) für die Gebäudesanierung bezahlt. 2009 hat die ExRotaprint gGmbH einen Kredit für die Sanierung aufgenommen. Saniert wird schrittweise unter annähernder Vollvermietung. 2012 sind die Hälfte der baulichen Maßnahmen abgeschlossen. Es bestehen 96 Mietverträge in 11 Häusern. ExRotaprint hat eine Kantine, zwei Gästewohnungen und einen Projektraum für Veranstaltungen und Konferenzen eingerichtet.

## Denkmalschutz

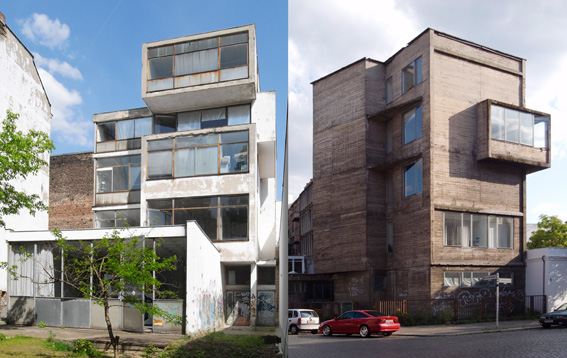
Die Betontürme des Architekten Klaus Kirsten (erbaut 1958/59)

Das Gelände der ehemaligen Rotaprint-Fabrik steht seit 1991 unter Denkmalschutz und hatte bei Übernahme einen hohen Sanierungsbedarf. Das Ensemble zeichnet sich durch eine Kombination aus Gewerbebauten von 1904 und Erweiterungsbauten aus den 1950er Jahren aus. Insbesondere die Gebäude des Architekten Klaus Kirsten sind von hohem architekturgeschichtlichem Wert und einzigartig im Berliner Industriebau.

### Berichte und Einzelbeiträge
- Birgit Rieger: Auf Tuchfühlung, in: Der Wedding – Magazin für Alltagskultur #2, 2009 ISSN 1866-0762, S. 30–35
- Brahm, Schliesser, Villaroel: Erbbaurecht: ExRotaprint, in: Arch+ Zeitschrift für Architektur und Städtebau #201/202, März 2011 ISSN 0587-3452, S. 118–121
- Wolfgang Seidel: Nächste Ausfahrt Wedding, in: Testcard #21 Überleben, Ventil Verlag, Mainz 2011, ISBN 978-3-931555-20-7, S. 218–222
- NGBK (Hrsg.): ExRotaprint, in: Other possible worlds, argobooks, Berlin 2011, ISBN 978-3-942700-21-4, S. 84–89
- Claudia Wahjudi: Kunst für den Arbeiterbezirk, in: Zitty Spezial, Das Berlin Buch 2011/2012, ISBN 978-3-922158-40-0, S. 85–93
- Daniela Patti und Levente Polyak (Hrsg.): Funding the Cooperative City. Community Finance and the Economy of Civic Spaces. Cooperative City Books, Wien 2017, ISBN 978-3-950440904. Online verfügbar (CC BY-NC-ND 4.0)

### Wissenschaftliche Arbeiten
- Martina Braun, Kees Christiaanse (Hrsg.): ExRotaprint, in: City as Loft, gta Verlag, ETH Zürich 2012, ISBN 978-3-85676-302-2, S. 158–165
- David Amacher, Markus Kip, Daniel Opazo: Territorialized Commons and Social Movements. Legal Appropriations of Collective Spaces in Berlin and Santiago de Chile, in: Front. Sustain. Cities, Sec. Innovation and Governance, 2022, doi:10.3389/frsc.2021.760548